# Robotul lui Leonardo da Vinci

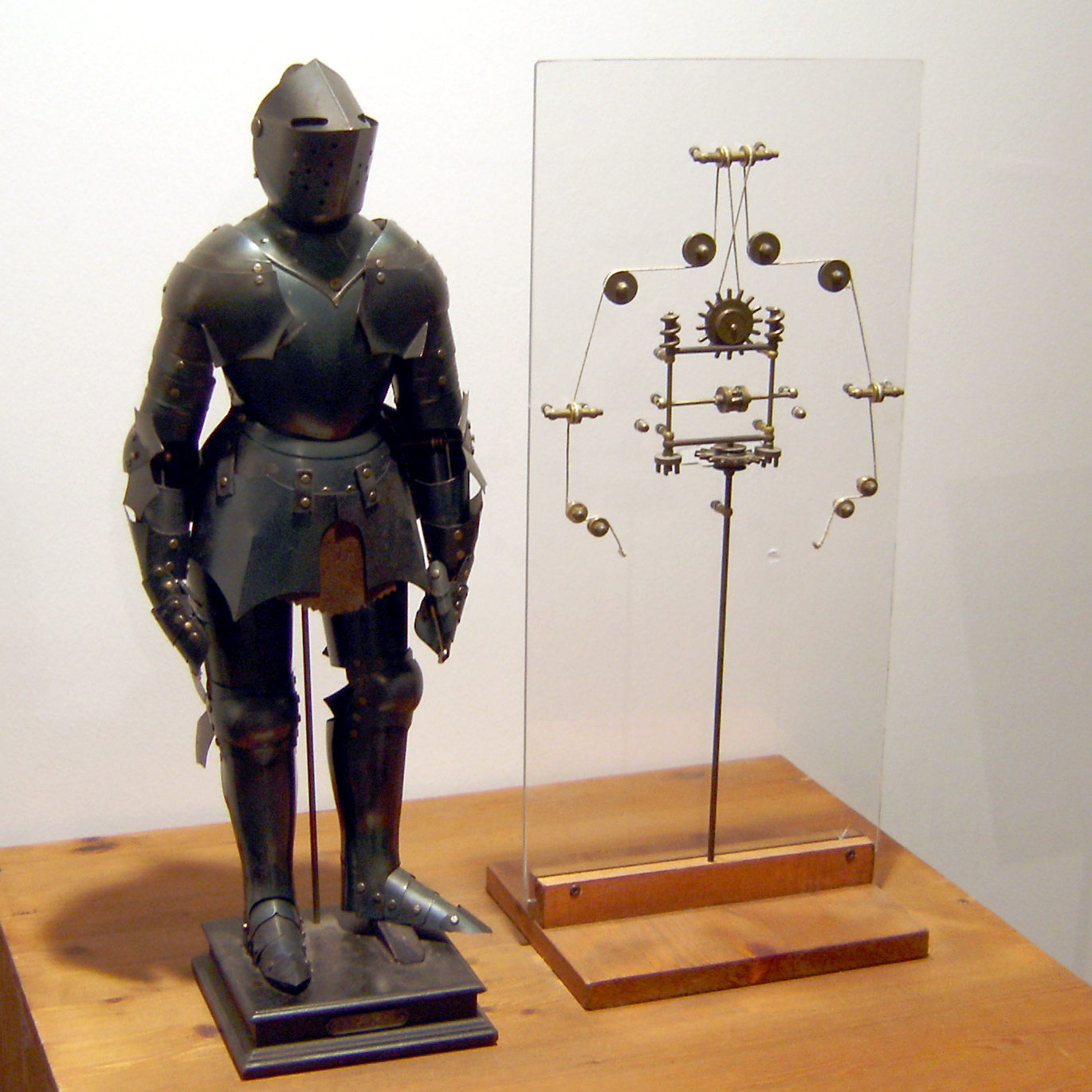
Modelul unui robot Leonardo cu funcționare internă prezentat la Berlin.

Robotul lui Leonardo este un robot umanoid care a fost proiectat de Leonardo da Vinci în jurul anului 1495. 
Notițele privind proiectarea unui robot apar în schițele lui Leonardo care au fost redescoperite în anii 1950. Leonardo și-a prezentat „robotul” la o festivitate găzduită de către Ducele Sforza la curtea din Milano în anul 1495. Cavalerul robot se poate așeza, își poate ridica vizorul și manevra independent brațele sale. Întregul sistem robotizat era operat de o serie de scripeți și cabluri. După descoperirea sa printre schițe, robotul a fost construit cu fidelitate pe baza proiectului lui Leonardo și acest lucru a dovedit că așa cum Leonardo l-a planificat era pe deplin funcțional. 
Robotul este un războinic, îmbrăcat în armură medievală germano-italiană și se pare că era în stare să facă mai multe mișcări asemănătoare celor umane. Aceste mișcări includ așezarea, mișcarea brațelor sale, a gâtului. Acest robot este parțial rezultatul cercetării anatomice a lui Leonardo din Canonul proporțiilor unde este descris Omul vitruvian.

## Istorie

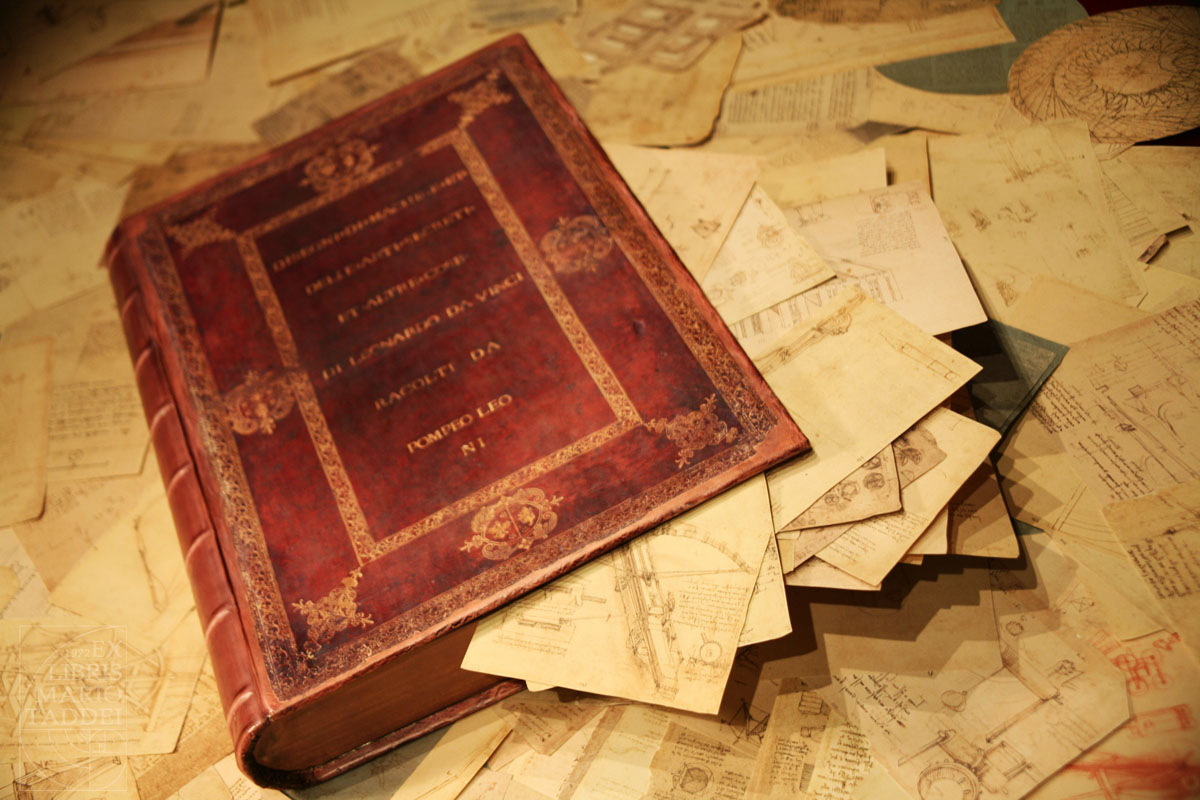
Studii privind menționarea robotului în manuscrise se află în Codex Atlanticus.

În timpul Renașterii, atunci când cultura greacă a fost redescoperită, a fost cunoscută o perioadă de dezvoltare puternică. Dincolo de progresele realizate în filozofie, știință și în discipline cum ar fi astronomie, matematică, geometrie, au existat progrese tehnologice diverse. Reapariția scrierilor oamenilor de știință, cum ar fi Ctesibius și Hero (ambii din Alexandria), și Filon al Bizanțului, a avut o influență semnificativă asupra oamenilor de știință Renașterii.
Prin comparație cu alte domenii, cum ar fi arhitectura, robotica este relativ nouă, dezvoltându-se mai mult în secolul al XX-lea. Dar și aici Leonardo este deschizător de drumuri. El a fost unul dintre primii care au avut un impact puternic asupra proiectării roboților. În 1495, Leonardo a schițat proiectul unui robot mecanic care se pare că este primul de acest fel din istorie. Robotul a fost proiectat cu ocazia unor serbări la curtea Ducelui de Milano. Era un mecanism cu înfățișare asemănătoare omului, a cărui utilitate era destul de neclară; poate că Leonardo l-a proiectat pentru a se amuza.
Acest proiect al lui Leonardo poate fi considerat un vârf al cercetărilor lui în domeniul anatomiei și geometriei. Leonardo a preluat proporțiile și standardele arhitecturii romane și le-a aplicat formelor de mișcare caracteristice tuturor ființelor vii. Într-un fel, robotul era Omul vitruvian adus la viață.
Studii privind menționarea robotului în manuscrise se află în Codex Atlanticus (în special folia 579). O cercetare mai aprofundată a indicat foliile 1077, 1021 și 1021 ca surse posibile pentru mecanismele robotului.

## Descriere

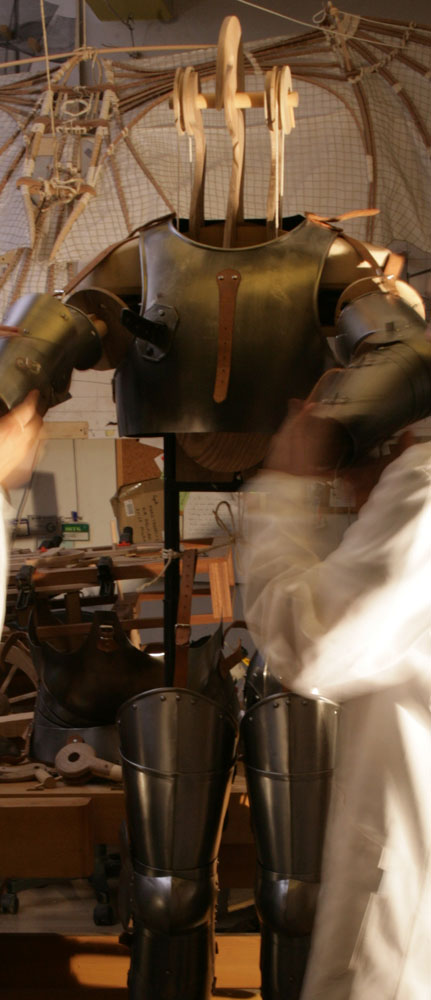
Construirea unui robot Leonardo de către Mario Taddei în Milan, Italia (2007). Acest robot a fost prezentat în Mexic, Milan, San Francisco și New York.

Robotul lui Leonardo se mișca. Nu era acționat electric, ci pus în mișcare cu ajutorul unui sistem de corzi și scripeți. El corespundea modelului de corp uman așa cum l-a înțeles Leonardo în urma studiilor sale de anatomie. Corzile erau poziționate în locul nervilor și mușchilor, iar scripeții în loc de articulații. Tracțiunea și relaxarea acestora făceau posibilă mișcarea membrelor.
Robotul își putea roti capul cu ajutorul unui gât flexibil, putea deschide și închide maxilarele (aproape corect din punct de vedere anatomic), putea să-și miște brațele, să se așeze și să se ridice. În desen, robotul arăta ca un cavaler îmbrăcat într-un fel de armură și fusese proiectat cu două sisteme care acționau separat - unul care controla partea de jos (picioarele, labele picioarelor și șoldurile), iar celălalt pentru partea de sus (brațele, umerii, palmele).

## Descoperire și influențe
În 1957 Carlo Pedretti a fost prima persoană care avea să descopere desenele, ascunse printre nenumărate modele ale lui Leonardo. Cavalerul mecanic a fost din nou menționat în 1974, în Codexul Madrid editat de Ladislao Reti. Cu toate acestea, nu a existat nicio încercare de a-l reconstitui până în 1996. Multe expoziții și muzee au inclus un soldat pe roți etichetat „Robotul lui Leonardo”.
Reprezentări coputerizate ale robotului au existat de-a lungul timpului. Ele au încercat să arate cum ar fi putut fi realizat proiectul în Italia secolului al XVI-lea.
În 2005, Facultatea de Inginerie Biochimică a Universității din Connecticut a început să recreeze structura de bază a robotului original al lui Leonardo. Proiectul lor va folosi tehnologia secolului XXI și va include „vederea, recunoașterea vorbirii și comanda vocii, mișcări generale de computer și o structură corporală mai avansată”.
NASA a folosit desenele ca sursă de inspirație pentru un robot folosit în Stația Spațială Internațională și eventual în colonizarea planetei Marte. Acești roboți creați de NASA sunt numiți „anthrobots”.
Leonardo este cunoscut ca având cele mai succinte și mai detaliate desene ale anatomiei umane, fiind ușor comparabile cu tehnologia modernă. Un expert în robotică (care a creat propria companie de robotica) pe nume Mark Rosheim a petrecut 5 ani din viața sa pentru a aduce la viață robotul lui Leonardo și pentru a-l face să servească pentru cei de la NASA.